# 湖南湘绣博物馆

湘绣博物馆展品

湖南湘绣博物馆，位于中国长沙，于1999年开放，是一座系统展示湘绣历史与技艺的专业性博物馆。
湘绣是中国四大名绣之一，被列入国家首批非物质文化遗产保护名录。

## 历史沿革
1998年，博物馆由湖南省人民政府出资兴建，并于1999年对外开放，是一座系统展示湘绣历史与技艺的专业性博物馆。博物馆的展陈面积为810平米，分为三个展厅：湘绣的渊源、湘绣的崛起和当代湘绣撷英。
2015-2019年，博物馆闭馆，进行提质改造。
2021年，博物馆新馆正式开放。新馆的展陈面积约为2000平方米，藏品达4000余件，其中包括3件/套二级文物和118件/套三级文物。

## 主题展厅
博物馆的展陈主题是“针尖上的湖湘之美”，分为四个主题展厅：针尖之源、针尖之兴、针尖之盛、针尖之梦。